# Rognon (Doubs)
Pour les articles homonymes, voir rein.
Rognon est une commune française située dans le département du Doubs, la région culturelle et historique de Franche-Comté et la région administrative Bourgogne-Franche-Comté.

## Géographie

### Localisation
La commune de Rognon se situe à mi-chemin entre Besançon (36 km), préfecture du Doubs et de Franche-Comté, et Vesoul (35 km), préfecture de la Haute-Saône.

### Communes limitrophes
Les communes limitrophes sont  Huanne-Montmartin, Montussaint, Puessans, Tallans et Tournans.

### Topographie
Elle se situe à une altitude moyenne de 352 m et est cernée par les vallées boisées de l'Ognon (au nord) et de son affluent le Crenu (au sud-est) et du Doubs (au sud).
.

### Voies de communication et transports
Accessible par la route D26 (Avilley-Clerval).

L'échangeur autoroutier le plus proche est celui de Besançon-Est ( 4.1 Besançon-Palente, Marchaux, Champoux, Roulans), de l'A36, à 12 km.

La gare SNCF la plus proche est celle de Baume-les-Dames (Ligne Dole-Belfort, à 13 km.

L'aéroport le plus proche est celui de Dole-Jura, à 91 km.

### Hydrographie
Le Crenu est le principal cours d'eau traversant la commune.

### Climat
Pour des articles plus généraux, voir Climat de la Bourgogne-Franche-Comté et Climat du Doubs.
En 2010, le climat de la commune est de type climat de montagne, selon une étude du Centre national de la recherche scientifique s'appuyant sur une série de données couvrant la période 1971-2000. En 2020, Météo-France publie une typologie des climats de la France métropolitaine dans laquelle la commune est exposée à un climat semi-continental et est dans une zone de transition entre les régions climatiques « Lorraine, plateau de Langres, Morvan » et « Jura ». 
Pour la période 1971-2000, la température annuelle moyenne est de 10,3 °C, avec une amplitude thermique annuelle de 17,4 °C. Le cumul annuel moyen de précipitations est de 1 160 mm, avec 12,8 jours de précipitations en janvier et 10,2 jours en juillet. Pour la période 1991-2020, la température moyenne annuelle observée sur la station météorologique de Météo-France la plus proche, « Branne_sapc », sur la commune de Branne à 13 km à vol d'oiseau, est de 11,1 °C et le cumul annuel moyen de précipitations est de 1 127,0 mm. 
La température maximale relevée sur cette station est de 39 °C, atteinte le 7 août 2015 ; la température minimale est de −19,8 °C, atteinte le 20 décembre 2009,,. 
Les paramètres climatiques de la commune ont été estimés pour le milieu du siècle (2041-2070) selon différents scénarios d'émission de gaz à effet de serre à partir des nouvelles projections climatiques de référence DRIAS-2020. Ils sont consultables sur un site dédié publié par Météo-France en novembre 2022.

## Urbanisme

### Typologie
Au 1er janvier 2024, Rognon est catégorisée commune rurale à habitat très dispersé, selon la nouvelle grille communale de densité à 7 niveaux définie par l'Insee en 2022.
Elle est située hors unité urbaine. Par ailleurs la commune fait partie de l'aire d'attraction de Besançon, dont elle est une commune de la couronne,. Cette aire, qui regroupe 310 communes, est catégorisée dans les aires de 200 000 à moins de 700 000 habitants,.

### Occupation des sols
L'occupation des sols de la commune, telle qu'elle ressort de la base de données européenne d’occupation biophysique des sols Corine Land Cover (CLC), est marquée par l'importance des forêts et milieux semi-naturels (60 % en 2018), une proportion sensiblement équivalente à celle de 1990 (60,1 %). La répartition détaillée en 2018 est la suivante : 
forêts (60 %), prairies (23,9 %), zones agricoles hétérogènes (16,1 %). L'évolution de l’occupation des sols de la commune et de ses infrastructures peut être observée sur les différentes représentations cartographiques du territoire : la carte de Cassini (XVIIIe siècle), la carte d'état-major (1820-1866) et les cartes ou photos aériennes de l'IGN pour la période actuelle (1950 à aujourd'hui).

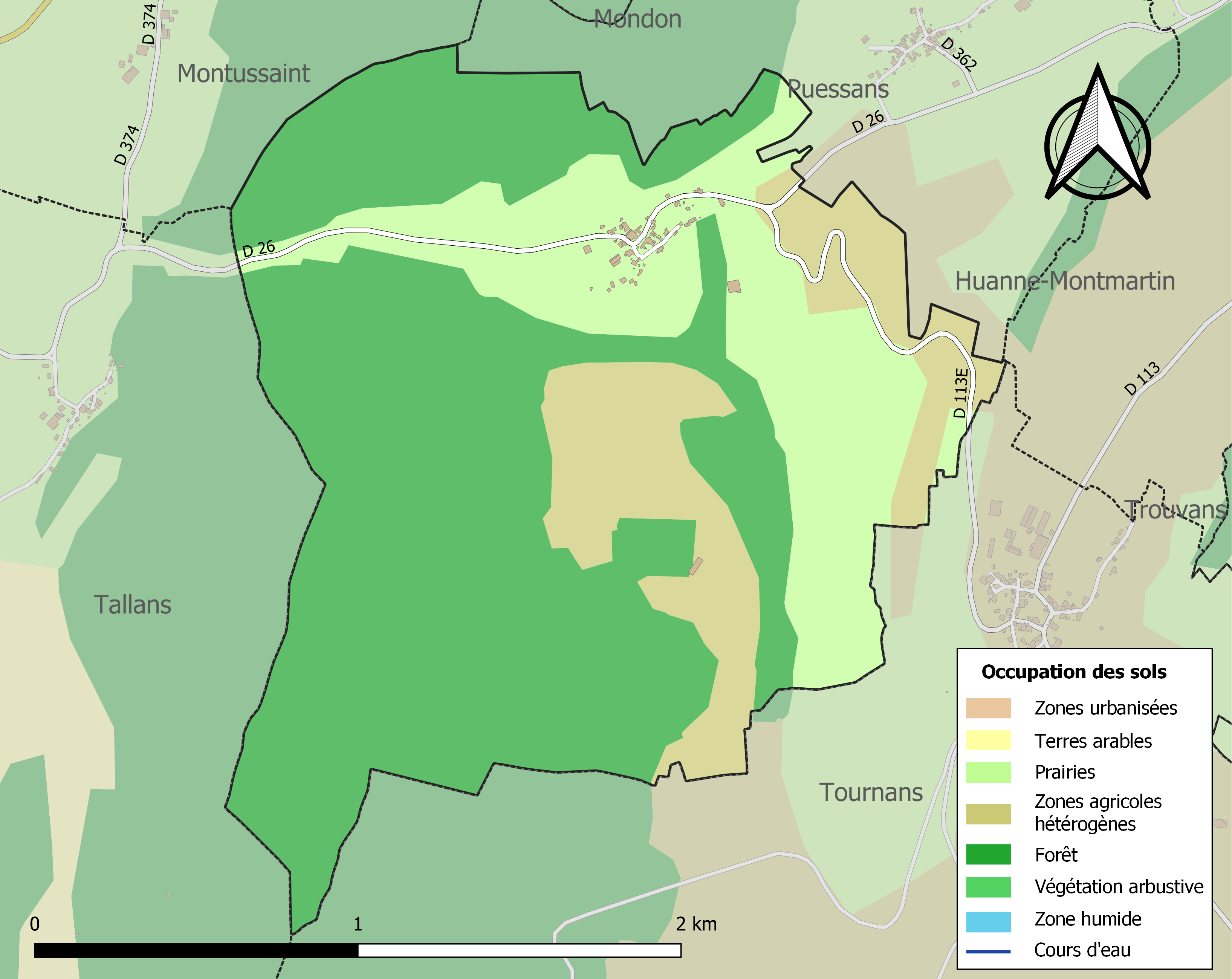
Carte des infrastructures et de l'occupation des sols de la commune en 2018 (CLC).

## Toponymie
Roignons en 1165 ; Roynons en 1222 ; Rouygnons en 1280 ; Roignon en 1291 ; Roingnons en 1390 ; Rougnon en 1475 ; Rognon en 1483 ; Roignon en 1614.

## Histoire
La plus vieille mention connue de Rognon est celle faite dans un document datant de 1166.
 
De la fin du Haut Moyen Âge à la Révolution, le village faisait partie de la seigneurie de Montmartin, rattachée à la France, en 1678, par le traité de Nimègue.

## Politique et administration
| Période                                  | Période   | Identité       | Étiquette | Qualité |
| ---------------------------------------- | --------- | -------------- | --------- | ------- |
| mars 2001                                | mars 2008 | Jules Henry    |           |         |
| mars 2008                                | 2018      | Didier Payrat  |           |         |
| octobre 2018                             | mai 2020  | Michel Fritsch |           |         |
| mai 2020                                 | En cours  | David Postif   |           |         |
| Les données manquantes sont à compléter. |           |                |           |         |

## Démographie
L'évolution du nombre d'habitants est connue à travers les recensements de la population effectués dans la commune depuis 1793. Pour les communes de moins de 10 000 habitants, une enquête de recensement portant sur toute la population est réalisée tous les cinq ans, les populations de référence des années intermédiaires étant quant à elles estimées par interpolation ou extrapolation. Pour la commune, le premier recensement exhaustif entrant dans le cadre du nouveau dispositif a été réalisé en 2008.

En 2022, la commune comptait 47 habitants, en évolution de −4,08 % par rapport à 2016 (Doubs : +1,88 %, France hors Mayotte : +2,11 %).
| 1793 | 1800 | 1806 | 1821 | 1831 | 1836 | 1841 | 1846 | 1851 |
| ---- | ---- | ---- | ---- | ---- | ---- | ---- | ---- | ---- |
| 237  | 96   | 197  | 204  | 231  | 224  | 213  | 216  | 211  |

| 1856 | 1861 | 1866 | 1872 | 1876 | 1881 | 1886 | 1891 | 1896 |
| ---- | ---- | ---- | ---- | ---- | ---- | ---- | ---- | ---- |
| 204  | 194  | 208  | 173  | 173  | 187  | 158  | 141  | 124  |

| 1901 | 1906 | 1911 | 1921 | 1926 | 1931 | 1936 | 1946 | 1954 |
| ---- | ---- | ---- | ---- | ---- | ---- | ---- | ---- | ---- |
| 100  | 109  | 109  | 99   | 93   | 77   | 74   | 71   | 65   |

| 1962 | 1968 | 1975 | 1982 | 1990 | 1999 | 2006 | 2008 | 2013 |
| ---- | ---- | ---- | ---- | ---- | ---- | ---- | ---- | ---- |
| 50   | 45   | 56   | 70   | 55   | 44   | 46   | 46   | 50   |

| 2018 | 2022 | - | - | - | - | - | - | - |
| ---- | ---- | - | - | - | - | - | - | - |
| 47   | 47   | - | - | - | - | - | - | - |

Avec 47 habitants en 2022 , Rognon fait partie des communes les moins peuplées du Doubs.

## Économie
L'économie de Rognon, essentiellement agricole, repose sur l'élevage bovin et l'exploitation forestière.

## Lieux et monuments
- Église Saint-Nicolas (XVIIIe siècle)
- Lavoir à fontaine (XIXe siècle)

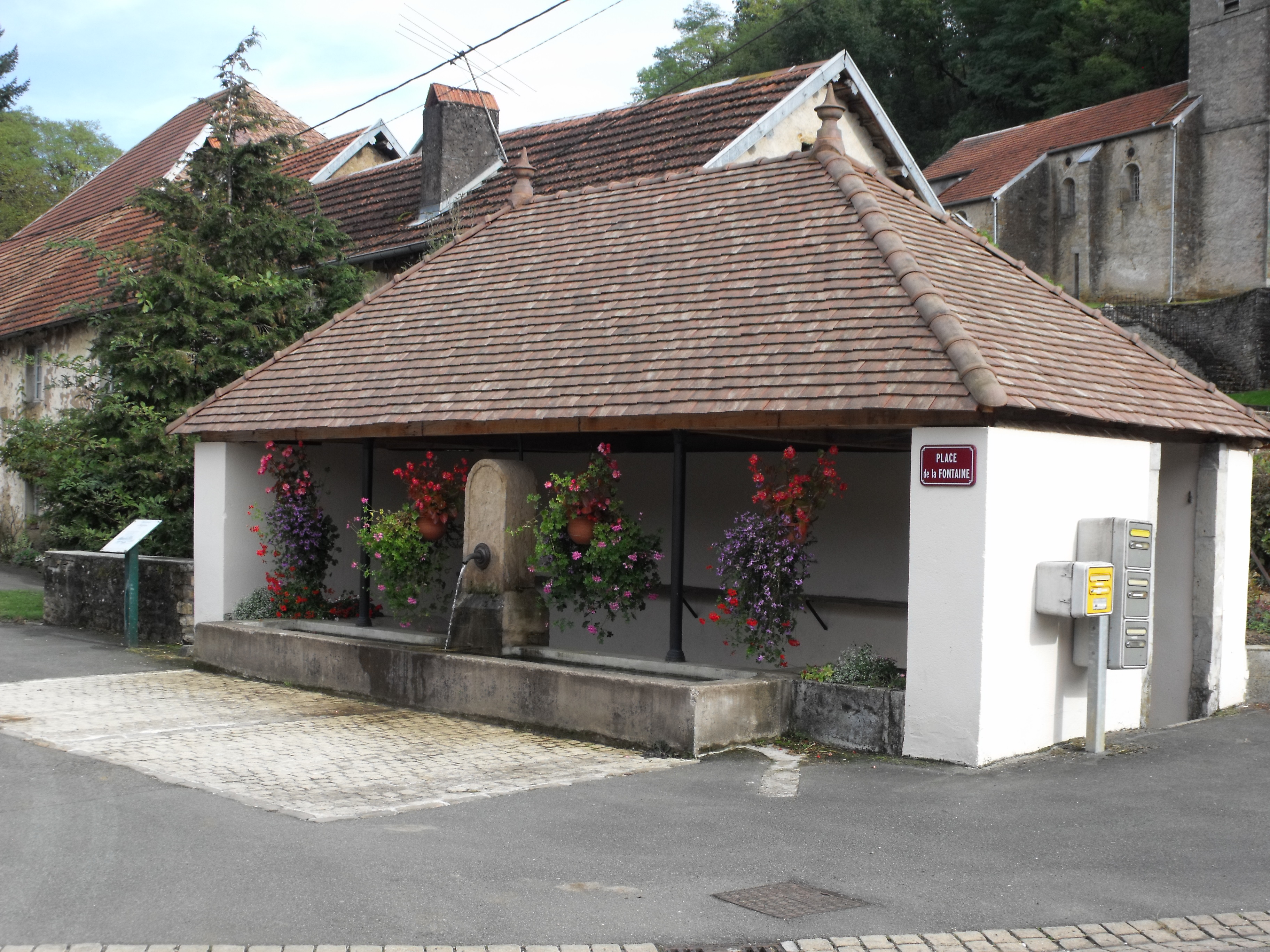
Lavoir.

- Maisons anciennes (du XVIIe siècle au XIXe siècle), dont une à triplet avec sa fenêtre à double accolade et sa toiture de laves.
- Belvédère du lieu-dit « La Croix de Rognon », dominant les villages environnants et la vallée du Crenu.

## Vie locale

### Sports et loisirs
- Chorale « Ruramusique »
- Sentier de petite randonnée (jaune-bleu)